# Gallaweiher
Oberer Gallaweiher und Unterer Gallaweiher sind zwei künstliche Gewässer in der Gemeinde Bernried am Starnberger See. Die Seen werden durch Zuflüsse aus dem Gänsweiher und zahlreichen Gräben gespeist. Die Seen werden heute durch einen Damm in zwei Bereiche getrennt, deren Wasserhöhe sich um ca. 1 m unterscheidet, auf historischen Karten noch nicht erkennbar. Der Untere Gallaweiher entwässert direkt in den Rötlbach, der Obere Gallaweiher besitzt einen Ablauf zum Schergenweiher.
Die Gewässer werden vom Fischereiverein Starnberg bewirtschaftet.